# Znamienity klient
Znamienity klient (ang. The Adventure of the Illustrious Client) – opowiadanie Arthura Conana Doyle’a o przygodach Sherlocka Holmesa. Pierwsza publikacja w czasopiśmie „Collier’s Weekly Magazine” w listopadzie 1924 (ilustracje John Richard Flanagan), kolejna w „The Strand Magazine” w lutym - marcu 1925 (ilustracje Howard K. Elcock). W postaci książkowej w zbiorze Księga przypadków Sherlocka Holmesa z 1927. Inny tytuł Znakomity klient.
Wiolettę de Merville uwodzi baron Gruner, osobnik znany z torturowania, a czasem mordowania kobiet. Baron uchodzi za światowca, kolekcjonuje obrazy i porcelanę, swoje wyczyny przedstawia jako nieszczęśliwe wypadki, Wioletta chce go poślubić. Anonimowy znamienity klient prosi Holmesa o demaskację złoczyńcy. Z pomocą swego tajnego informatora, byłego przestępcy Shinwella Johnsona, detektyw odnajduje Kitty Winter, dziewczynę, którą baron wykorzystał. Holmes doprowadza do spotkania kobiet, jednak Wioletta uznaje wszystko za oszczerstwa.
Kitty twierdzi, że baron odnotowuje wszystkie swoje bezeceństwa w skórzanej księdze, przechowywanej w sekretarzyku, Holmes postanawia wykraść dowód. Dla odwrócenia uwagi, doktor Watson pod fałszywym nazwiskiem przybywa z porcelanowym spodeczkiem do willi Grunera, rzekomo by porozmawiać o sprzedaży. Baron podejrzewa go i „egzaminuje” z historii sztuki, tymczasem Holmes wykonuje plan.
Ekranizacje:
- 1965 – Holmes – Douglas Wilmer, Watson – Nigel Stock[1].
- 1991 – Holmes – Jeremy Brett, Watson – Edward Hardwicke[2].